# Habitatge al carrer Major, 57 (l'Hospitalet de Llobregat)
L'habitatge al carrer Major número 57 de l'Hospitalet de Llobregat (Barcelonès) és un edifici modernista protegit com a bé cultural d'interès local.

## Descripció
És un edifici de planta baixa i quatre pisos que fa cantonada. A la planta baixa, les obertures d'una façana són d'arc pla i les de l'altre són amb llindes. En aquest pis l'arrebossat imita grans carreus de pedra i dovelles. Als quatre pisos superiors les obertures, que es disposen de forma regular, tenen la llinda decorada amb relleus vegetals i l'arrebossat també imita carreus de pedra però més petits que en la planta baixa.
Al primer pis un balcó corregut recorre les dues façanes, inclosa la cantonada que és arrodonida. Als tres pisos superiors també hi ha balcons correguts que fan la cantonada però només arriben fins a la meitat d'una de les façanes. La barana del terrat és un mur de pedra.
Sobre la porta d'entrada hi ha unes lletres en relleu amb la data 1915 i les inicials F.C.